# Нижньореметівська сільська рада
Нижньореметівська сільська рада — колишній орган місцевого самоврядування у Берегівському районі Закарпатської області з адміністративним центром у с. Нижні Ремети.

## Населені пункти
Сільській раді підпорядковані населені пункти:
- с. Нижні Ремети
- с. Верхні Ремети

## Склад ради
Рада складається з 14 депутатів та голови.

## Керівний склад сільської ради
| ПІБ                   | Основні відомості                                                                     | Дата обрання | Дата звільнення |
| --------------------- | ------------------------------------------------------------------------------------- | ------------ | --------------- |
| Калій Микола Іванович | Сільський голова, 1948 року народження, освіта, безпартійний                          | 26.03.2006   | 31.10.2010      |
| Свищо Ігор Ігорович   | Сільський голова, 1990 року народження, освіта незакінчена вища, член Партії регіонів | 31.10.2010   | 11.11.2015      |

Примітка: таблиця складена за даними джерела

## Населення
Згідно з переписом УРСР 1989 року чисельність наявного населення сільської ради становила 1461 особа, з яких 712 чоловіків та 749 жінок.
За переписом населення України 2001 року в сільській раді мешкало 1338 осіб.

### Мова
Розподіл населення за рідною мовою за даними перепису 2001 року:
| Мова       | Відсоток |
| ---------- | -------- |
| українська | 97,86 %  |
| російська  | 1,11 %   |
| угорська   | 0,89 %   |
| білоруська | 0,07 %   |
| молдовська | 0,07 %   |